# William Cullen (Politiker)

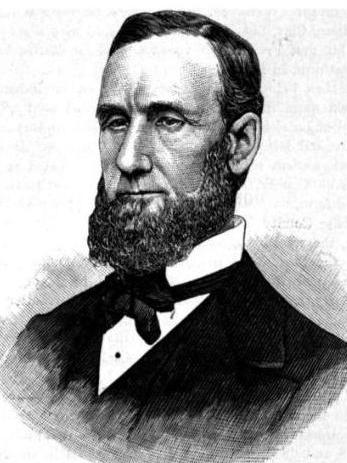
William Cullen

William Cullen (* 4. März 1826 im County Donegal, Irland; † 17. Januar 1914 in Ottawa, Illinois) war ein US-amerikanischer Politiker. Zwischen 1881 und 1885 vertrat er den Bundesstaat Illinois im US-Repräsentantenhaus.

## Leben
Im Jahr 1832 kam William Cullen mit seinen Eltern aus seiner irischen Heimat nach Pittsburgh in Pennsylvania, wo er später die öffentlichen Schulen und die Allegheny Academy besuchte. 1846 zog er in die Adams Township im LaSalle County in Illinois; dort betätigte er sich in der Landwirtschaft. In den Jahren 1864 und 1864 war er Sheriff in diesem Bezirk. Seit 1865 lebte Cullen in Ottawa, dem Verwaltungssitz des LaSalle County. Politisch wurde er Mitglied der Republikanischen Partei. Zwischen 1871 und 1887 fungierte er als politischer Redakteur der Zeitung Ottawa Republican.
Bei den Kongresswahlen des Jahres 1880 wurde Cullen im siebten Wahlbezirk von Illinois in das US-Repräsentantenhaus in Washington, D.C. gewählt, wo er am 4. März 1881 die Nachfolge von Philip C. Hayes antrat. Nach einer Wiederwahl im achten Distrikt seines Staates konnte er bis zum 3. März 1885 zwei Legislaturperioden im Kongress absolvieren. Im Jahr 1884 wurde er von seiner Partei nicht mehr zur Wiederwahl nominiert.
Nach dem Ende seiner Zeit im US-Repräsentantenhaus zog sich William Cullen in den Ruhestand zurück. Er starb am 17. Januar 1914 in Ottawa, wo er auch beigesetzt wurde.